# Epizoanthus auronitens
Epizoanthus auronitens is een Zoanthideasoort uit de familie van de Epizoanthidae. De wetenschappelijke naam van de soort is voor het eerst geldig gepubliceerd in 1956 door Pax & Muller.